# ديف دالبي
ديف دالبي (بالإنجليزية: Dave Dalby)‏ هو لاعب كرة قدم أمريكية أمريكي، ولد في 19 أكتوبر 1950 في ألكساندريا في الولايات المتحدة، وتوفي في 30 أغسطس 2002 في مقاطعة أورانج في الولايات المتحدة بسبب حادث مرور.

## وصلات خارجية
- ديف دالبي على موقع مرجع كرة القدم المحترفة.كوم (الإنجليزية)
- ديف دالبي على موقع IMDb (الإنجليزية)